# Hryniewicze
Hryniewicze is een plaats in het Poolse district  Białostocki, woiwodschap Podlachië. De plaats maakt deel uit van de gemeente Juchnowiec Kościelny en telt 270 inwoners.